# Ingo Spelly
Ingo Spelly (ur. 6 listopada 1966 w Lubinie) – niemiecki kajakarz kanadyjkarz, trzykrotny medalista olimpijski.
Urodził się w NRD i do zjednoczenia Niemiec startował w barwach tego kraju. Na igrzyskach debiutował w 1988. W Seulu wywalczył srebro w dwójce na dystansie 1000 metrów (wspólnie z Olafem Heukrodtem). Cztery lata później, już w barwach zjednoczonych Niemiec, ponownie pływał w dwójce i wspólnie z Ulrichem Papke sięgnął po dwa medale, w tym złoto. Zdobywał medale mistrzostw świata.